# 森島如鳩堂
森島如鳩堂（もりしまにょきゅうどう）は昭和13年創業、現在、大阪府堺市堺区に本店を置く線香焼香の卸販売店である。

## 自社ブランド製品
- 線香
  - 蘭麝香
  - 竹泉
  - 蘭名香
  - 八重香
  - 翠泉
- 焼香
  - 瑞鳳香
  - 珍薫香
  - 吉祥香